# Geografia antropica di Siracusa

## Storia dell'urbanistica di Siracusa

### Età antica

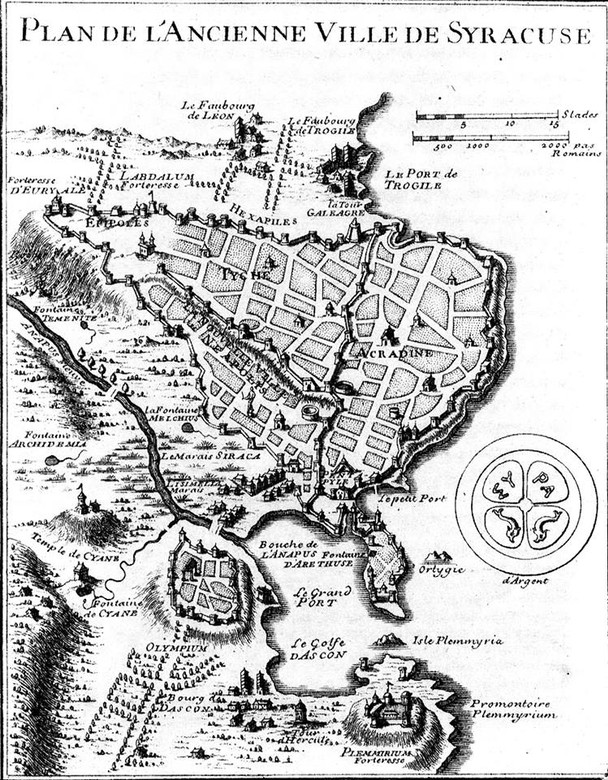
Una mappa dell'antica Siracusa

Sin dalla prima colonizzazione greca, la città si è sviluppata inizialmente sull'isola di Ortigia dove è ancora riconoscibile la suddivisione rettilinea delle strade. La medesima disposizione si svilupperà nella terraferma con lo sviluppo della zona monumentale della Neapolis, le poche tracce riscontrate durante gli scavi hanno permesso di identificare anche le arterie principali. In corrispondenza dell'attuale viale Luigi Cadorna è stata individuata la via maestra che conduceva verso Catania.
La dominazione romana ha mantenuto pressoché intatta la composizione urbanistica, salvo riscontrare l'avvio di una contrazione della popolazione con le invasioni barbariche e le successive dominazioni. La città quindi si contrarrà divenendo la sola Ortigia, il centro abitato su cui si concentreranno le vicende urbanistiche. La dominazione araba inciderà poi sull'urbanistica di alcuni rioni di Ortigia, di chiaro impianto musulmano.

### Età medievale

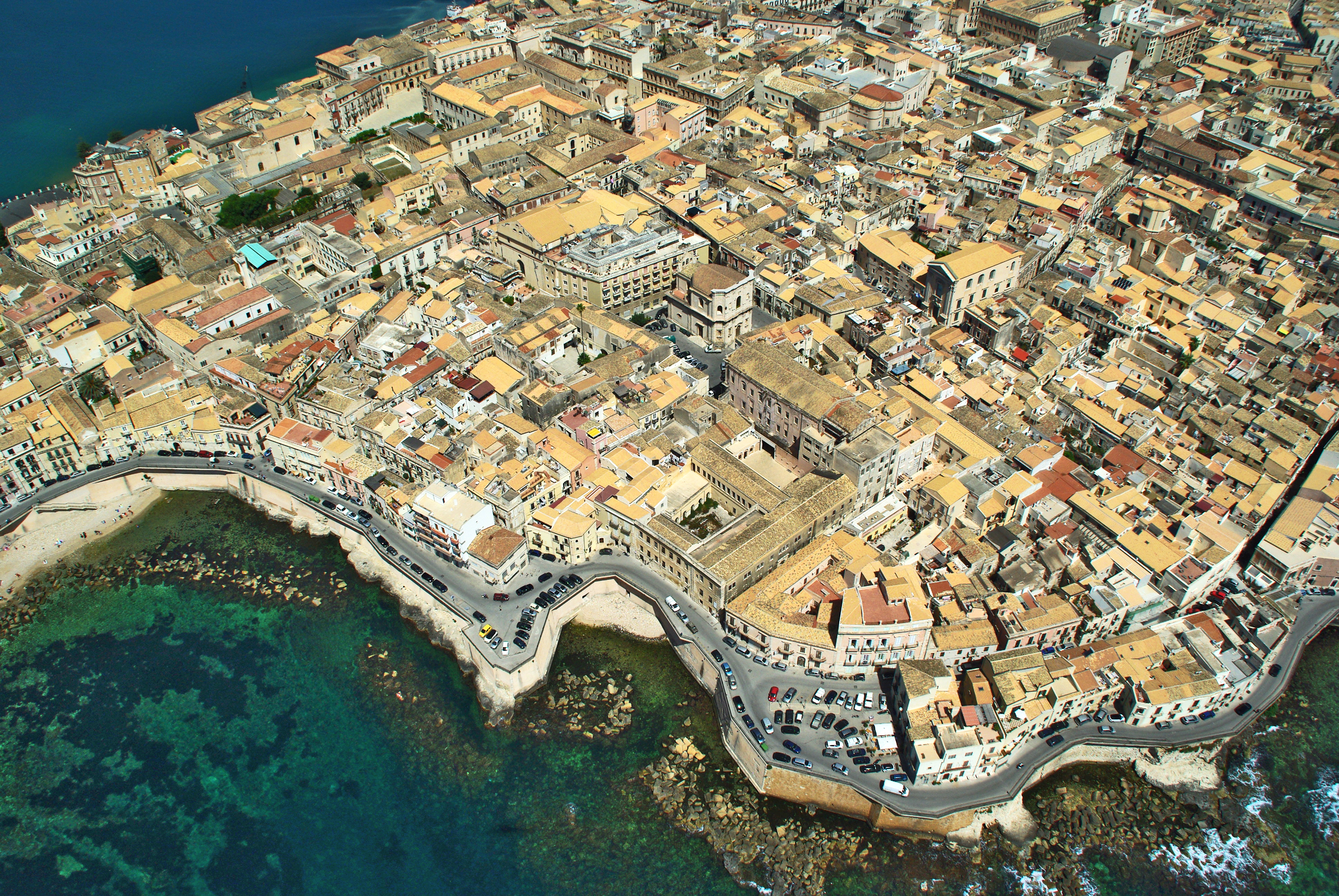
Ortigia con i suoi caratteristici vicoli ripresa dall'alto

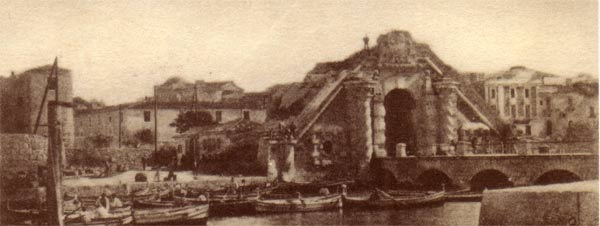
Porta Ligny, entrata di Ortigia, demolita sul finire del XIX secolo

Analizzando la storia urbanistica di Siracusa, partendo dall'età medievale fino ai giorni nostri, si può notare come sia mutata radicalmente l'antropizzazione del territorio: dopo la conquista araba la città venne del tutto privata di egemonia e la sua popolazione ne risentì drasticamente - un processo comunque già iniziato in epoca romana e nella successiva epoca bizantina -, la sola parte rimasta abitata fu l'isola di Ortigia, e tale rimase per tutto il I millennio d.C. tanto che Ortigia prese il nome di Siracusa: essa da sola rappresentava la città. Ma la sua popolazione era molto esigua, si parla nel totale di soli 15.000 abitanti (e il numero scende ancora nei primi secoli del Medioevo). L'isola al suo interno era divisa in sette quartieri, ciascuno rientrante in una delle sette chiese parrocchiali della città. L'ambiente, se si considera che la superficie dell'isola sfiora appena 1 km², era molto angusto e divenne sempre più chiuso in quanto le varie dominazioni innalzarono poderose fortificazioni che se da un lato tenevano lontano il nemico, dall'altro soffocavano la popolazione in una sorta di labirinto racchiuso. Ancora alle porte dell'Unità d'Italia i siracusani dell'epoca raccontano di come accolsero con gioia la demolizione di quelle mura che per secoli li avevano tenuti lontani dalla terraferma, ovvero dalle antiche città-quartiere di Syrakousai, la pentapolis.
(Enrico Mauceri, Memoria dei moti del 1837 in Siracusa, 1939, p. 1059.)

### Età moderna
Saranno l'Unità d'Italia e il mutato ruolo economico della città a imporre l'espansione urbanistica dei primi del Novecento nel quartiere della Borgata. In questo periodo si inserisce anche la costruzione della cintura ferroviaria della ferrovia Messina-Siracusa che persisterà per circa un secolo, sino alla costruzione del tunnel che ne permetterà lo smantellamento e la ricucitura urbanistica.
Una nuova fase urbanistica, questa volta priva di qualsivoglia pianificazione, si è verificata nel secondo dopoguerra con lo spopolamento di Ortigia e l'espansione disordinata a nord della terraferma. Questa fase si è protratta sino agli anni ottanta del Novecento, determinando guasti urbanistici noti. Infatti un'ondata di speculazione edilizia ha permesso ulteriormente dagli anni novanta in poi un'espansione nel nuovo quartiere della Pizzuta e nuovi insediamenti in contrada Tremilia.
Infine si è riscontrata un'inversione di tendenza con la rivalutazione di Ortigia e la riqualificazione dell'isola a fini turistici. Lo stesso processo sta avvenendo oggi in parte del quartiere umbertino, mentre rimane ancora estranea a tutto ciò la Borgata Santa Lucia, nonostante è di fatto la continuazione nella terraferma del centro storico aretuseo.

#### La nuova urbanizzazione di Siracusa
Sin dall'insediamento delle industrie nell'area del polo petrolchimico, l'aumento del reddito della città favorì l'espansione edilizia della città e il conseguente moltiplicarsi degli abusi e delle criticità. Per questa ragione si parla odiernamente di un'urbanizzazione avvenuta senza controllo anche nelle frazioni meridionali marine (in particolare a Fontane Bianche), e giornalisticamente si definisce ciò come "il sacco di Siracusa", in quanto è stato paragonato al più tristemente famoso sacco di Palermo. L'area nord di Siracusa ha visto un proliferare di palazzi, palazzine e strade senza opportuni piani regolatori, spesso a ridosso di beni archeologici di pregio (non senza demolizioni e scempi) in totale mancanza di un'adeguata legislazione protettiva. Tuttavia si è tentato, grazie all'ingegnere e urbanista Vincenzo Cabianca, di dare alla città un piano regolatore generale che la facesse sviluppare in modo nettamente diverso a sud-ovest della pianura siracusana anziché sulla collina a nord-est della terraferma, seguendo un modello di urbanità lineare nel pieno rispetto delle numerose aree storiche e naturalistiche del territorio aretuseo, prevendendo inoltre la presenza di foreste e parchi cittadini coniugati allo sport e al turismo sul modello svedese dello skansen.
Anche negli ultimi anni la città è stata oggetto di una speculazione edilizia che ha determinato diverse criticità nei pressi delle mura dionigiane e in contrada Tremilia, nonché i recenti tentativi, da parte di alcuni imprenditori, di aprire dei villaggi alla Pillirina e in zona Ognina.
L'aumentata sensibilità sul rischio sismico in città, a seguito del terremoto verificatosi il 13 dicembre 1990 che fortunatamente non ha avuto conseguenze più gravi, ha determinato alcune misure di prevenzione tra cui il restauro e il consolidamento statico del ponte Umbertino. Per ovviare alla chiusura temporanea del vecchio ponte e alle conseguenti restrizioni del traffico, è stato montato dal genio militare un ponte Bailey. Tuttavia il passaggio (non autorizzato) di un camion ha determinato il crollo del ponte e la morte del conducente.
Nel 1998 è stata inaugurata la nuova tratta ferroviaria dalla stazione di Siracusa alla stazione di Targia. La tratta, quasi interamente sotterranea, determina il passaggio dei treni nella zona di Pantanelli dove si immette in galleria per uscire alla Targia. Questa modifica al tracciato era attesa da anni in quanto ha consentito l'eliminazione dei passaggi a livello, tra cui e soprattutto quelli situati nei punti nevralgici di corso Gelone e di via Piave. Questo cambiamento epocale per la città ha permesso un miglioramento del traffico veicolare e negli anni successivi la riqualificazione dell'ex tracciato ferroviario sostituito con la "pista ciclabile" (in realtà è un sentiero ciclopedonale) e con un'area verde tra il corso Gelone e la Borgata. Ciò è stato possibile grazie alla stessa ferrovia che con la sua presenza ha fatto da barriera contro l'avanzata urbanistica nei decenni del secolo scorso, e ha inoltre preservato una larga parte cittadina, quella costiera, rimasta inedificata e quindi l'unica godibile dai siracusani e non solo.
Il progressivo smantellamento della vecchia cinta ferroviaria e il tentativo di rilancio e riconversione dell'economia siracusana, dall'industria chimica a quella turistica, ha modificato gli assetti economici della città. 
Dopo decenni di abbandono e di progressivo degrado del centro storico di Ortigia, negli anni novanta e subito dopo il suddetto terremoto del 1990 è stato elaborato il progetto di recupero e di restauro dell'isola, in cui diverse abitazioni e anche alcune chiese hanno subito crolli venendo dichiarate pericolanti, provocando lo spostamento di molte famiglie e persone nelle zone periferiche, o nelle frazioni, o in altri comuni. In tal senso è stato di fondamentale importanza il progetto «Urban» (finanziato dall'Unione europea), mediante il quale dall'inizio degli anni duemila è potuta avvenire la riqualificazione di Ortigia rilanciandone, al principio parzialmente, il commercio e la vivibilità. Non mancano comunque gli aspetti negativi, su tutti la gentrificazione che ne ha radicalmente cambiato l'aspetto.

### Suddivisioni storiche
Le frazioni di Siracusa sono:

#### Arenella
Sviluppatasi nei decenni successivi al secondo dopoguerra conseguentemente al boom delle seconde case al mare (allora molto in voga), l'Arenella è una frazione marina situata a 10 metri s.l.m. tra capo Ognina e capo Murro di Porco, molto frequentata dai bagnanti e dai villeggianti siracusani (e non solo) che durante il periodo estivo fanno lievitare notevolmente il numero di abitanti (664 quelli fissi). Infatti il suo mare cristallino e smeraldo (bandiera blù nel 2001) è molto apprezzato anche e soprattutto da bagnanti provenienti persino dall'estero, portando nella frazione il turismo balneare che vi ha fatto sorgere, oltre a dei lidi (il primo sorse nell'estate 1953) e a delle attività commerciali anche delle strutture ricettive. La spiaggia si trova inoltre tra un lungo sentiero naturale che si snoda sul promontorio circostante ed è adatto per gli escursionisti e per i naturalisti.
Il nome della frazione deriva probabilmente dal fatto che vi si trova un arenile, o più probabilmente dalla sabbia fine della spiaggia che in dialetto viene chiamata "rinedda", tanto che il suo nome originario è "Renella", a sua volta derivante dal latino "Arenula". 

#### Canalicchio e Tremilia
Entrambe le frazioni si trovano sotto l'altopiano dell'Epipoli, e differentemente dalla soprastante città, sono poco abitate e con un aspetto decisamente rurale. A Tremilia si trovano anche interessanti reperti geologici, cioè alcune delle più antiche vulcaniti del siracusano prodotte da un apparato vulcanico del Cretacico che emerge parzialmente e solamente in questa zona e nella costa settentrionale aretusea tra Santa Panagia e Scala Greca.

#### Carrozzieri
È una frazione dominata dal faro omonimo, ubicata immediatamente fuori la penisola della Maddalena e lungo la striscia di terra che circonda a sud il porto grande chiudendolo nel golfo di Ortigia, delimitata dalla punta del Pero dove c'è un approdo che in passato era utilizzato per il collegamento marittimo da e per Ortigia, ed è costituita essenzialmente da un villaggio e ultimamente da una piccola area residenziale. Rispetto alle altre frazioni e contrade della zona sud, è facilmente raggiungibile dalla via Elorina e dalla SS115 in quanto più vicina alla città.

#### Fanusa e Punta Milocca
Nei dintorni dell'Arenella si trova la Fanusa, frazione interna e marina condivisa con la limitrofa frazione di Punta Milocca (una punta costiera che fronteggia lo scoglio omonimo), insieme alla quale forma un corpo unico.

#### Fontane Bianche e Ognina
Distante solo 15 km da Siracusa, Fontane Bianche è la zona balneare siracusana per antonomasia, essendo il più grande e popoloso luogo di turismo balneare e soprattutto di villeggiatura presente sul tessuto urbano, con inoltre la spiaggia più lunga del litorale siracusano. Così come l'Arenella, è sorta negli anni cinquanta del secolo scorso.
Varcati i suoi confini, si accede al poco distante borgo marinaro di Ognina.

#### Isola
È la porta d'ingresso della suddetta Penisola della Maddalena che fronteggia l'isola di Ortigia assieme al porto grande e la terraferma. La penisola raccoglie anche le contrade Plemmirio e Terrauzza e segnala i propri limiti con la presenza dei fari del capo Murro di Porco (la punta estrema della penisola), Carrozzieri e Massolivieri. Il toponimo Isola deriva dal fatto che in origine la penisola era un'isola, e che l'odierna contrada e frazione Isola era raggiungibile soltanto via mare, anche se successivamente con l'usanza siciliana (in questo caso siracusana) di dare appellativi bizzarri a persone, cose e luoghi, si è lasciato intendere erroneamente che si chiama così perché era ed è isolata dalle altre frazioni e località del sud-est della Sicilia.

#### Plemmirio e Terrauzza
Entrambe le contrade sono situate rispettivamente nel cuore e nel margine meridionale della Penisola della Maddalena oltre che nel versante opposto a quello dell'Isola. L'area del Plemmirio, in molte parti non ancora antropizzata, ha mantenuto una sua integrità e per questa ragione esiste dal 2004 la già citata area marina protetta e in futuro dovrebbe essere una riserva terrestre.
A Terrauzza, piccola frazione di mare a cui si accede immediatamente da nord-ovest del Plemmirio, si trovano i resti di una delle tre tonnare siracusane.

#### Santa Teresa Longarini Scalo
Area localizzata a sud di Siracusa tra la città e le frazioni di Cassibile e dell'Arenella, il cui nome deriva dalla presenza dell'omonimo scalo ferroviario.

#### Targia
Sita a nord della città, nella pianura sottostante appena alle porte del centro urbano e in parte bagnata dal mar Ionio, in passato è stata feudo della famiglia nobiliare degli Arezzo della Targia, ed è stato anche un luogo di coltivazioni (in particolare di peperoni, storicamente e dialettalmente definiti "i pipi ra Taggia") abitato da contadini, per poi venire definitivamente abbandonato nel periodo di industrializzazione (e del conseguente inquinamento) dell'area circostante. Inoltre vi si trovano l'area archeologica di Stentinello, un antico insediamento preistorico; la penisola Magnisi ricadente nel territorio del confinante comune di Priolo Gargallo; e una piccola area artigianale e commerciale, quest'ultima continua nella limitrofa frazione e isola amministrativa melillese di Città Giardino.
Alla Targia è infine presente una stazione ferroviaria costruita nel 1936 e attiva dal 1938, riammodernata negli anni novanta a seguito della chiusura al traffico ferroviario della cintura di ferro, e della contemporanea realizzazione del tunnel sotterraneo che permette ai treni in arrivo e in partenza dalla stazione aretusea di non attraversare più la città bensì di bypassarla.

#### Tivoli
È una frazione interna costituita da un villaggio ubicata a ovest di Siracusa e nata a cavallo degli anni cinquanta e sessanta del Novecento quando, secondo il suddetto piano regolatore generale Cabianca, la città si sarebbe dovuta sviluppare in quella zona e nelle direzioni da un lato di Canicattini Bagni e di Floridia e dall'altro del golfo di Ortigia. La gente, convinta che lì potesse sorgere un quartiere della nuova Siracusa, tentò di popolarla, ma con l'aborto del prg Cabianca Tivoli è rimasta avulsa da Siracusa, la quale comunque da oltre un decennio si è ugualmente popolata di famiglie e di persone che si sono spostate dalla città e dal centro storico.

#### Villaggio Santa Lucia
Si trova a nord-ovest sotto Belvedere e quasi di fronte Città Giardino. In basso e in mezzo vi passa la SS114. È uno dei villaggi di più recente edificazione. 

### Suddivisioni amministrative
Dal 1977 al 2018 il territorio comunale è stato suddiviso in nove circoscrizioni: Ortigia, Santa Lucia, Acradina, Grottasanta, Tiche, Neapolis, Epipoli, Cassibile e Belvedere.
Nel periodo compreso tra la fine del 2007 e l'inizio del 2008 l'assessorato comunale al decentramento aveva manifestato l'intenzione di ridurre da 9 a 4 le circoscrizioni cittadine (le quali avrebbero preso il nome di municipalità). Il progetto era stato deliberato dal Consiglio comunale il 15 febbraio 2011, ma non venne mai realizzato.
Queste avrebbero dovuto essere le nuove municipalità di Siracusa:
I municipalità Siracusa Sud+Centro storico: Neapolis (Gelone, Pantanelli, Zona umbertina); Santa Lucia; Ortigia;
II municipalità Siracusa Nord: Acradina (Bosco Minniti, Tisia, Zecchino); Epipoli (Pizzuta, Villaggio Miano); Grottasanta (Mazzarona); Tiche (Santa Panagia, Scala Greca, Targia);
III municipalità Frazione di Belvedere: Belvedere (Canalicchio, Tivoli, Tremilia, Villaggio Santa Lucia);
IV municipalità Frazione di Cassibile: Cassibile (Arenella, Fontane Bianche, Ognina, Isola, Plemmirio e Terrauzza, Santa Teresa Longarini Scalo).
La legge regionale n. 11 del 2015 ha soppresso, con l'eccezione delle città di Palermo, Catania e Messina, le circoscrizioni in tutta la Sicilia, le quali sarebbero state attive fino alla scadenza del proprio mandato, che per quanto riguarda Siracusa è coincisa con le elezioni amministrative del 2018.

### Suddivisioni cittadine

#### Bosco Minniti
Come si evince dal nome, in passato era un'area boschiva posta sull'altura centro-settentrionale della terraferma, precisamente nell'Akradina. E' ignota invece l'origine del cognome Minniti, probabilmente derivante da un abitante o da un proprietario terriero della zona. Essa è stata stravolta negli anni della moderna urbanizzazione diventando uno dei quartieri periferici e dormitorio di Siracusa. Sono comunque resistite alcune tracce storiche, come la torre omonima del XVI secolo che però non è visibile e nemmeno visitabile perché chiusa e inglobata in un cortile condominiale, insieme a tracce naturalistiche del suddetto bosco i cui residui sono alcune pinete (una delle quali ubicata in fondo a via Salvatore Monteforte, una delle strade principali del quartiere) e alcuni alberi, in particolare di olivo. In compenso, nel 2003 è stato realizzato un nuovo parco urbano denominato "parco Robinson" al cui interno, oltre ai classici giochi per bambini, a dei campetti sportivi, a una tensostruttura sportiva (da tempo priva della copertura) e a molto verde, ci sono pure i muri a secco; e dal novembre 2009 è sede del mercato settimanale del mercoledì (precedentemente sito nelle sottostanti Grottasanta e Mazzarona) allocato nella nuova e grande piazza antistante il parco. Tuttavia questi interventi sono insufficienti per un quartiere in cui ci sono, così come nei quartieri confinanti, difficoltà e problematiche socio-ambientali, e quindi bisognoso di più servizi e di altrettanti punti di riferimento in particolare per i giovani. Proprio dei giovani si sono resi protagonisti, tra ottobre e novembre 2021, di un progetto di rigenerazione urbana denominato "Mimesi fest", pitturando alcune palazzine di edilizia popolare con svariate opere d'arte di strada, correlato inoltre da un festival che ha coinvolto, oltre all'amministrazione comunale che ha patrocinato e sostenuto il progetto, anche residenti e studenti. 

#### Villaggio Miano e Pizzuta
Il villaggio Miano nasce negli anni cinquanta originariamente come piccola area di edilizia popolare sita ad ovest e affacciata sulla balza dell'Epipoli, a cui successivamente si sono aggiunte molte ville che gli hanno dato un aspetto prevalentemente residenziale nonché il nome di villaggio Miano (dal cognome di colui che lo fece edificare), in cui però in occasione delle piogge si verificano regolarmente allagamenti e disagi, dovuti alla carenza di canali di smaltimento delle acque piovane.
Di più recente edificazione è il quartiere Pizzuta (dal nome dell'omonima mandorla o più probabilmente dell'omonima varietà di olivo, i cui alberi sono ancora presenti nonostante l'urbanizzazione in atto da oltre un decennio), anch'esso a carattere residenziale così come il suddetto villaggio Miano con cui forma un quartiere senza soluzione di continuità. Sempre alla Pizzuta, c'è una torre presumibilmente cinquecentesca sita dentro una delle vecchie masserie rimaste a testimonianza dell'antica vocazione rurale, attorniate dai caratteristici muri a secco tipici degli Iblei.
Per quanto riguarda l'architettura moderna, è da menzionare l'unico skatepark della città che si trova all'interno del parco di via Antonio Federico Ozanam, mentre nel lato opposto (precisamente in via Louis Braille) è stata ultimata ma non ancora aperta la nuova caserma dei Vigili del fuoco.